# Glockenweihe (Mittelalter)

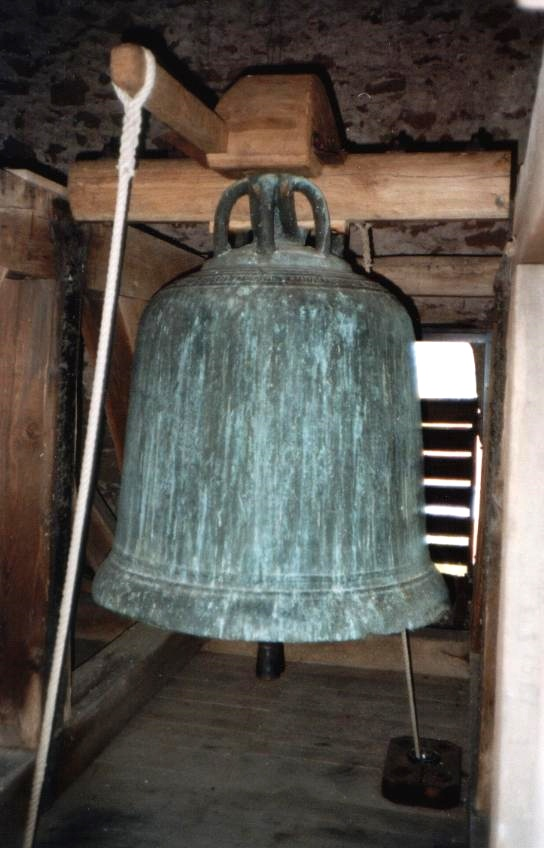
Die 1038 gegossene Lullusglocke (Bad Hersfeld)

Die Riten der Glockenweihe, die sich im Frühmittelalter in Lateineuropa herausbildeten, werden heute nicht mehr praktiziert. Es gab einen mozarabischen und einen fränkisch-gallischen Ritus. Um die Jahrtausendwende setzte sich die fränkisch-gallische Form der Glockenweihe in der Westkirche allgemein durch und blieb in der Römisch-katholischen Kirche fast unverändert bis zum Zweiten Vatikanischen Konzil bestehen. Der alte Ritus betonte stark die apotropäischen Kräfte der Glocke, mit entsprechender Bedeutung für die Volksfrömmigkeit. Dass die Glocke den Namen eines Heiligen erhielt (In honorem sancti N. Pax tibi), führte zusammen mit den Riten der Besprengung mit Wasser und Salbung mit Chrisam zur (volkstümlichen) Bezeichnung des Ritus als Glockentaufe.
Dass tönendem Metall in vielen Kulturen dämonenabwehrende Kräfte zugeschrieben werden, ist aus der Vergleichenden Religionswissenschaft bekannt. Das Besondere der mittelalterlichen Glockenweihe ist, dass nicht die „Macht“ der Glocke selbst die Dämonen in die Flucht schlagen soll, sondern die im Schall der Glocke hörbare Stimme Gottes, der Herr über alle Dämonen ist.
1984 trat in der Römisch-katholischen Kirche der Ordo benedictionis campanae in Kraft, der „mit dem mittelalterlichen Vorgängerritus so gut wie nichts mehr gemeinsam hat.“

## Mozarabischer (altspanischer) Ritus
Die Quelle für liturgische Segnungen und Weihen der mozarabischen Liturgie ist der Liber Ordinum; seine wichtigste Handschrift ist der Codex 4 im Archiv der Abtei Santo Domingo de Silos. Obwohl erst 1052 verfasst, wird das darin enthaltene Textmaterial als wesentlich älter eingeschätzt. Es geht vermutlich auf die westgotische Eigenliturgie zurück, die Bischof Julian von Toledo im späten 7. Jahrhundert neu ordnete und die unter der toleranten maurischen Herrschaft weiter in Gebrauch stand. Im Zuge der Reconquista ersetzte der fränkisch-gallische Ritus (siehe unten) den mozarabischen Ritus. Das im Liber Ordinum enthaltene Formular der Glockenweihe wird ins 6. Jahrhundert datiert; Marius Férotin und Henri Leclercq sehen darin die älteste Form einer christlichen Glockenweihe überhaupt.
Der Ordo ist zweigeteilt in Exorzismus und Segnung (Benedictio). Beim Exorzismus wandte sich der Bischof vermutlich nach Westen und beschwor Satan, den er abfällig als „nichtswürdigen und unreinen Geist“ titulierte. Da der Schöpfergott auch das Metall und seinen Klang geschaffen habe und der Satan daran unbeteiligt gewesen sei, befahl ihm der Bischof im Namen der göttlichen Majestät, zu weichen.
Die Kirchenglocke wurde in der nun folgenden Segnung als signum bezeichnet. Das hob ihre Funktion als Signalinstrument besonders hervor. Die Anamnese bezog sich auf die Signalinstrumente, die das Volk Israel auf der Wüstenwanderung begleiteten, die Num 10,2–10  beschriebenen Silbertrompeten. In der Epiklese schloss sich die Bitte an, Gott möge die Kirchenglocke so segnen wie die Trompeten der Wüstenwanderung. Dann werden die Wirkungen aufgeführt, die vom Schall der Kirchenglocke ausgehen sollen: Sie öffnen sozusagen die Kirchentüren für den Gottesdienst (hier gibt es einen Seitenblick auf die Glöckchen am Gewand des biblischen Hohepriesters Aaron, vgl. Ex 28,33–34 ). Für die Gläubigen diene das Hören des Glockentons als Tauferinnerung. Juden und „Abtrünnige“ (perfidi) hingegen würden vom Glockenton erschreckt und womöglich bewegt, der Gemeinschaft der Kirche beizutreten. Die Benediktion schließt mit einem Hinweis auf den Regenbogen als Gottes Friedenszeichen in den Wolken (vgl. Gen 9,12–17 ). Die damit verglichene Glocke ist gewissermaßen ein „akustisches Zeichen am Himmel.“

## Fränkisch-gallischer Ritus
Die fränkisch-gallische Form der Glockenweihe entwickelte sich unabhängig von der mozarabischen Form und setzte sich schließlich auf deren Kosten allgemein durch. Sie gilt als jünger, obwohl die wichtigste Handschrift, die den Ordo ad signum ecclesiae benedicendum  enthält, älter ist: der Liber Sacramentorum Gellonensis wurde im späten 8. Jahrhundert wahrscheinlich in der Abtei Sainte-Croix in Meaux niedergeschrieben. Er geht wahrscheinlich auf ein nicht erhaltenes, um 760 in der Abtei Saint-Pierre de Flavigny-sur-Ozerain verfasstes Mischsakramentar zurück. In erweiterter Form wurde dieses Formular der Glockenweihe über das Mitte des 10. Jahrhunderts in Mainz zusammengestellte Pontificale Romano-Germanicum in das Pontifikale der römischen Kurie aufgenommen.
Der Ordo ist fünfteilig:
1. Bereitung von Weihwasser mit einer Beimischung von Öl und Salz.
2. Waschung der Glocke innen und außen mit diesem Weihwasser.
3. Weihegebet und Salbung der Glocke mit Chrisam.
4. Beweihräucherung der Glocke.
5. Schlussoration.

Das Weihegebet Deus qui per Moysen (3.) bezieht sich im anamnetischen Teil ähnlich wie die Segnung des mozarabischen Ordo auf die Silbertrompeten der Wüstenwanderung Israels. Die Epiklese bittet um das Kommen des Heiligen Geistes. Nachdem die Glocke mit einem Leinentuch abgetrocknet worden war, bezeichnete sie der Bischof an mehreren Stellen mit Chrisamkreuzen (sieben an der Außenseite, vier an der Innenseite), was eine Analogie zur Taufe eines Menschen darstellt. (Das Pontifikale des Durandus differenzierte im späten 13. Jahrhundert: die Außenseite der Glocke wurde mit oleum sanctum (=Krankenöl) gesalbt, die Innenseite mit Chrisam. Die Verwendung von Krankenöl an dieser Stelle geht auf ein Missverständnis der Hochscholastik zurück. Bis zur letzten Editio typica vor dem Zweiten Vatikanischen Konzil zeichnete der Bischof sieben Kreuze mit Krankenöl auf die Außenseite der Glocke. Die dabei zu sprechende Formel lautete: Sanctificetur et consecretur, Domine, signum istud, in nomine Patris et Filii + et Spiritui Sancti, in honorem sancti N.) Die vier Kreuze der Innenseite entsprechen den vier Himmelsrichtungen, die sieben Kreuze der Außenseite der siebenfach wiederholten Formel Vox Domini (Stimme des Herrn) im begleitend gesungenen Psalm 28 (29), der Gott als Herr über das Gewitter feiert. Das Lütticher Rituale präzisierte, dass von den sieben Kreuzen vier unten am Kranz angebracht werden sollten, die drei übrigen oben um die Haube herum, so dass Dreiecke entstehen. Die folgende Oration Omnipotens sempiterne Deus, qui ante archam foederis bezieht sich auf die Mauern Jerichos, die beim Schall der biblischen Posaunen einstürzten, und äußert den Wunsch, der Klang der Glocke möge alle Angriffe des Bösen, seien es Unwetter oder Versuchungen, von den Gläubigen abwenden.
Die Beweihräucherung der Glocke (4.) erfolgte in einer sonst nicht üblichen Weise. Dazu wurde die Glocke etwas angehoben. Auf die glühenden Kohlen des Weihrauchgefäßes wurden Kräuter, Myrrhe und Weihrauchkörner gestreut und dieses unter die Glocke geschoben. Die aufsteigenden Duftwolken füllten nun das Innere der Glocke (vgl. die Rubrik: ut totum illum fumum colligat) und quollen dann darunter hervor, um an der Außenwand der Glocke aufzusteigen. Die Glocke wurde so ganz von Weihrauch umhüllt und nahm dadurch gewissermaßen die apotropäische Wirksamkeit des Weihrauchs an. Dabei wurden Verse 17 bis 21 aus Psalm 76 (77) gesungen, die Donner, Blitz und Sturm als Manifestationen Gottes beschreiben. Dazwischen erklang der Kehrvers „Wo ist ein Gott, so groß wie unser Gott?“ Das Frühmittelalter sah Gewitter als Werk von Luftgeistern (aereae potestates, vgl. auch Eph 6,12 ); das Ritual proklamierte Gottes Herrschaft über diese Geister, und durch die Beweihräucherung wurde die Glocke zu einem mächtigen Werkzeug der Dämonen- bzw. Gewitterabwehr. Das Wetterläuten der „Wetterglocke“ war als apotropäische Handlung, die Unwetter vertreiben und Blitzeinschlag verhüten sollte, weit verbreitet. Das Schlussgebet (5.) thematisiert die in den Evangelien erzählte Stillung des Sturms durch Jesus Christus und bittet, dass Christus die Glocke mit dem „Tau des Heiligen Geistes“ durchdringen möge. Während der Schall der Glocke Dämonen und andere Feinde der Gläubigen in die Flucht schlage, möge er Engel herbeirufen, um ihre Felder vor Schaden zu schützen.

## Glockentaufe und Glockenpaten
Die Bezeichnung der Glockenweihe als „Glockentaufe“ geht bis in die Zeit der Karolinger zurück. Ein Kapitulare Karls des Großen von 789 verbot die Glockentaufe: ut cloccas non baptizent – womit aber kaum die Glockenweihe an sich verboten werden sollte, sondern damit verbundenes Brauchtum.
In den liturgischen Büchern nicht enthalten ist der mittelalterliche Brauch, Glockenpaten zu benennen, womit die Analogie zum Sakrament der Taufe weiter verstärkt wurde. Im Spätmittelalter wurde dies z. B. mit Patenbriefen weiter ausgestaltet, indem zahlreiche wohlhabende Personen zu Gevattern gebeten wurden, die dadurch zu Patengeschenken an die Kirche verpflichtet waren. Die mit der Glockentaufe verbundene Ausrichtung eines aufwändigen Festmahls gehörte zu den Beschwerdepunkten, die die deutschen Reichsstände 1522 in Nürnberg den päpstlichen Legaten vortrugen.